# Platylabus brilliantus
Platylabus brilliantus är en stekelart som beskrevs av Kusigemati 1986. Platylabus brilliantus ingår i släktet Platylabus och familjen brokparasitsteklar. Inga underarter finns listade i Catalogue of Life.